# 天皇賞（秋）
天皇賞（秋）（てんのうしょうあき）は、日本中央競馬会（JRA）が毎年秋に施行する中央競馬の重賞競走（GI）である。通称「秋天（あきてん）」。
正式名称は「天皇賞」であるが、JRAでは施行距離が短縮された1984年（昭和59年）以降「天皇賞（秋）」と表記している。
正賞は天皇賞、日本馬主協会連合会会長賞。

## 概要
3歳以上の馬（外国産馬・外国馬を含む）による重賞競走（GI）。施行距離は1938年（昭和13年）から1983年（昭和58年）まで、春と同様に芝3200mであった。1984年（昭和59年）から芝2000mに短縮された。距離変更には賛否両論があったが、短縮後は中距離の最強馬決定戦として位置づけられた。施行時期も長年11月下旬で定着していたが、1981年（昭和56年）から10月下旬 - 11月初旬に繰り上げられた。
2000年（平成12年）よりジャパンカップ・有馬記念とともに「秋の古馬三冠競走」とされ、同一年に行われる3競走を全て優勝した馬に褒賞金が贈られるようになった。

## 競走条件
以下の内容は、2024年（第170回）のもの。

### 出走資格
3歳以上のサラ系競走馬（出走可能頭数：最大18頭）
- JRA所属馬
- 地方所属馬（優先出走権を得た馬のみ）
- 外国調教馬（優先出走）

出馬投票を行った馬のうち、以下の優先出走権を得ている馬から優先して割り当て、その他の馬は「通算収得賞金」+「過去1年間の収得賞金」+「過去2年間のGI・JpnI競走における収得賞金」の総計が多い順に割り当てる。出馬投票締切の結果、出走申込頭数が出走可能頭数を超えた場合は、別に定めた方法または抽選で出走馬を決定する。

### 優先出走権を得られる条件
- 出馬投票を行っている外国調教馬
- レーティング順位の上位5頭[注 1]
- 当該年に行われる以下の競走のいずれかで1着となった馬（中央・地方の所属は問わない）[6]
- 当該年に行われる以下の競走のいずれかで2着以内に入着した地方競馬所属馬[6]

| 競走名       | 格付 | 施行競馬場 | 施行距離    |
| ------------ | ---- | ---------- | ----------- |
| オールカマー | GII  | 中山競馬場 | 芝・外2200m |
| 毎日王冠     | GII  | 東京競馬場 | 芝1800m     |
| 京都大賞典   | GII  | 京都競馬場 | 芝・外2400m |

### 負担重量
定量（3歳56kg・4歳以上58kg、牝馬2kg減）
3歳馬は負担重量が軽減されており、4歳以上の馬に比べ重量面で優遇されている。

### コース
東京競馬場の芝コース、2000mを使用。

天皇賞（秋）コース概略図

スタート位置は第1コーナーの奥に設けられた「ポケット地点」と呼ばれる。スタートから120mほどで第2コーナーにかかり、第2コーナーから向正面にかけての700mは落差2mの緩やかな下り勾配となる。その後、向正面の半ばから約1.5mの急な上り坂になる。これを上りきるとまもなく第3コーナーに入り、カーブを回りながら約1.8m下る。第4コーナーからは上り勾配に転じ、直線に入る。ゴールまでの直線は約525mで、JRAの競馬場では新潟競馬場（外回り：658.7m）に次いで2番目に長い。直線の中ほどにも高さ2mの長い上り坂があり、坂を登り切ったあともゴールまで約250mの平坦路がある。
スタートから最初のカーブまでが短く、序盤から前へ行きたい馬が外側の枠に入った場合、スタートからすぐに先行できなければ、カーブで大きく外を回ることになり、距離を余計に走ることになるため、スタート直後の先行争いがひとつの見どころとなる。

## 歴史

### 年表
- 1937年（昭和12年） - 「帝室御賞典」を再編し年2回の施行に改め、秋の競走を東京競馬場で施行。
- 1938年（昭和13年） - 施行距離を芝3200mに、出走条件を5歳（現4歳）以上に変更[10]。
- 1944年（昭和19年） - 太平洋戦争の影響で中止[10]。
- 1947年（昭和22年） - 名称を「天皇賞」に変更[10]。
- 1971年（昭和46年） - 外国産馬が出走できなくなる。
- 1981年（昭和56年） - 勝ち抜き制を廃止[10]。
- 1984年（昭和59年）
  - グレード制導入、GIに格付け。
  - 施行距離を芝2000mに変更[10]。
- 1987年（昭和62年）
  - 出走資格を4歳（現3歳）以上牡馬・牝馬に変更[11]。
  - 「天皇賞競走施行50周年記念」の副称を付けて施行[11]。
  - 皇太子・同妃夫妻の行啓により台覧競馬として開催。
- 1995年（平成7年） - 指定交流競走となり、地方競馬所属馬も出走が可能になる[11]。
- 2000年（平成12年） - 外国産馬が2頭まで出走可能になる。
- 2001年（平成13年） - 馬齢表記を国際基準へ変更したことに伴い、出走条件を「4歳以上牡馬・牝馬」から「3歳以上牡馬・牝馬」に変更。
- 2004年（平成16年） - 「日本中央競馬会創立50周年記念」の副称をつけて施行[12]。
- 2005年（平成17年）
  - 「エンペラーズカップ100年記念」の副称をつけて施行[13]。
  - 国際競走に指定され、外国調教馬は5頭まで出走可能となる[13]。
  - 外国産馬の出走枠制限を撤廃[10]。
  - 天皇・皇后が臨席、天皇賞史上初めての天覧競馬。
- 2006年（平成18年） - 「悠仁親王殿下御誕生慶祝」の副称をつけて施行[14]。
- 2008年（平成20年） - 出走条件を「3歳以上牡馬・牝馬」から「3歳以上」に変更[15]。
- 2012年（平成24年）
  - 「近代競馬150周年記念」の副称をつけて施行[16]。
  - 出走馬選定方法を変更、レーティング上位5頭に優先出走を認める。
  - 天皇・皇后が臨席、天皇賞史上2回目の天覧競馬。
- 2014年（平成26年）
  - 「JRA60周年記念」の副称をつけて施行[17]。
  - トライアル制を確立し、指定した競走の1着馬に優先出走権を付与。
- 2019年（令和元年） - 「天皇陛下御即位慶祝」の副称をつけて施行[18]。
- 2023年（令和5年）
  - 「競馬法100周年記念」の副称をつけて施行[19]。
  - 天皇・皇后が臨席、天皇賞史上3回目の天覧競馬[20]。

## 歴代優勝馬
競走名は第13回まで「帝室御賞典」、第16回以降は「天皇賞」。
| 回数    | 施行日         | 競馬場 | 距離    | 優勝馬             | 性齢 | タイム   | 優勝騎手     | 管理調教師 | 馬主                           | 単勝オッズ | 単勝人気  | 1着本賞金   |
| ------- | -------------- | ------ | ------- | ------------------ | ---- | -------- | ------------ | ---------- | ------------------------------ | ---------- | --------- | ----------- |
| 第1回   | 1937年12月3日  | 東京   | 芝2600m | ハツピーマイト     | 牡3  | 2:48 1/5 | 新井朋次郎   | 秋山辰治   | 竹中久蔵                       |            | 1         | 1万円       |
| 第3回   | 1938年11月3日  | 東京   | 芝3200m | ヒサトモ           | 牝4  | 3:35 2/5 | 中島時一     | 中島時一   | 宮崎信太郎                     | 1          | 1万5000円 |             |
| 第5回   | 1939年11月3日  | 東京   | 芝3200m | テツモン           | 牡4  | 3:24 4/5 | 保田隆芳     | 尾形景造   | 松山隆郎                       | 4          | 1万5000円 |             |
| 第7回   | 1940年11月17日 | 東京   | 芝3200m | ロツキーモアー     | 牡4  | 3:27 1/5 | 小西喜蔵     | 田中和一郎 | 真藤慎太郎                     | 1          | 1万5000円 |             |
| 第9回   | 1941年11月2日  | 東京   | 芝3200m | エステイツ         | 牡4  | 3:24 3/5 | 田中康三     | 尾形景造   | 川内安忠                       | 1          | 1万5000円 |             |
| 第11回  | 1942年11月1日  | 東京   | 芝3200m | ニパトア           | 牝4  | 3:34 4/5 | 新屋幸吉     | 清水茂次   | 山本文吉                       | 4          | 1万5000円 |             |
| 第13回  | 1943年11月7日  | 東京   | 芝3200m | クリヒカリ         | 牡4  | 3:26 3/5 | 小西喜蔵     | 田中和一郎 | 栗林友二                       | 1          | 1万5000円 |             |
| 第16回  | 1947年10月17日 | 東京   | 芝3200m | トヨウメ           | 牡4  | 3:44 2/5 | 小林善衛     | 鈴木信太郎 | 中村正行                       | 2          | 10万円    |             |
| 第18回  | 1948年11月23日 | 東京   | 芝3200m | カツフジ           | 牡5  | 3:30 0/5 | 近藤武夫     | 伊藤勝吉   | 伊藤由五郎                     | 1          | 30万円    |             |
| 第20回  | 1949年11月3日  | 東京   | 芝3200m | ニユーフオード     | 牡4  | 3:25 1/5 | 保田隆芳     | 小川佐助   | 吉木三郎                       | 5          | 60万円    |             |
| 第22回  | 1950年11月3日  | 東京   | 芝3200m | ヤシマドオター     | 牝4  | 3:28 0/5 | 保田隆芳     | 尾形藤吉   | 小林庄平                       | 2          | 60万円    |             |
| 第24回  | 1951年11月11日 | 東京   | 芝3200m | ハタカゼ           | 牡4  | 3:24 0/5 | 保田隆芳     | 尾形藤吉   | 癸生川善松                     | 1          | 80万円    |             |
| 第26回  | 1952年11月16日 | 東京   | 芝3200m | トラツクオー       | 牡4  | 3:24 4/5 | 小林稔       | 久保田金造 | 岩本政一                       | 1          | 80万円    |             |
| 第28回  | 1953年11月15日 | 東京   | 芝3200m | クインナルビー     | 牝4  | 3:23 0/5 | 境勝太郎     | 石門虎吉   | 高橋虎男                       | 2          | 100万円   |             |
| 第30回  | 1954年11月21日 | 東京   | 芝3200m | オパールオーキツト | 牝4  | 3:33 2/5 | 中村広       | 稲葉幸夫   | 三坂成行                       | 4          | 150万円   |             |
| 第32回  | 1955年11月20日 | 東京   | 芝3200m | ダイナナホウシユウ | 牡4  | 3:24 4/5 | 上田三千夫   | 上田武司   | 上田清次郎                     | 1          | 150万円   |             |
| 第34回  | 1956年11月25日 | 東京   | 芝3200m | ミツドフアーム     | 牡5  | 3:22 3/5 | 保田隆芳     | 尾形藤吉   | 草柳留三                       | 4.6        | 150万円   | 2           |
| 第36回  | 1957年11月23日 | 東京   | 芝3200m | ハクチカラ         | 牡4  | 3:29 3/5 | 保田隆芳     | 尾形藤吉   | 西博                           | 1.2        | 1         | 200万円     |
| 第38回  | 1958年11月23日 | 東京   | 芝3200m | セルローズ         | 牝4  | 3:24 4/5 | 石毛善衛     | 柴田恒治郎 | 戸谷佐治                       | 17.8       | 6         | 200万円     |
| 第40回  | 1959年11月23日 | 東京   | 芝3200m | ガーネツト         | 牝4  | 3:24.5   | 伊藤竹男     | 稗田敏男   | 畑江五郎                       | 6.7        | 3         | 200万円     |
| 第42回  | 1960年11月23日 | 東京   | 芝3200m | オーテモン         | 牡5  | 3:27.1   | 野平好男     | 田中和夫   | 永田雅一                       | 24.2       | 8         | 300万円     |
| 第44回  | 1961年11月23日 | 東京   | 芝3200m | タカマガハラ       | 牡4  | 3.25.8   | 加賀武見     | 小西喜蔵   | 平井太郎                       | 19.7       | 5         | 500万円     |
| 第46回  | 1962年11月23日 | 東京   | 芝3200m | クリヒデ           | 牝4  | 3:27.4   | 森安弘明     | 大久保房松 | 栗林友二                       | 34.6       | 8         | 500万円     |
| 第48回  | 1963年11月23日 | 東京   | 芝3200m | リユウフオーレル   | 牡4  | 3:22.7   | 宮本悳       | 橋本正晴   | 三好笑子                       | 3.3        | 1         | 600万円     |
| 第50回  | 1964年11月23日 | 東京   | 芝3200m | ヤマトキヨウダイ   | 牡4  | 3:21.7   | 梶与四松     | 稲葉幸夫   | 門井みち                       | 12.1       | 2         | 700万円     |
| 第52回  | 1965年11月23日 | 東京   | 芝3200m | シンザン           | 牡4  | 3:22.7   | 栗田勝       | 武田文吾   | 橋元幸吉                       | 1.3        | 1         | 800万円     |
| 第54回  | 1966年11月3日  | 東京   | 芝3200m | コレヒデ           | 牡4  | 3:24.2   | 保田隆芳     | 尾形藤吉   | 千明康                         | 4.8        | 2         | 800万円     |
| 第56回  | 1967年11月23日 | 中山   | 芝3200m | カブトシロー       | 牡5  | 3:25.5   | 久保田秀次郎 | 久保田彦之 | （有）志賀                     | 15.3       | 8         | 1200万円    |
| 第58回  | 1968年11月23日 | 東京   | 芝3200m | ニットエイト       | 牡4  | 3:20.3   | 森安弘明     | 矢倉玉男   | 太田和芳郎                     | 18.0       | 6         | 1500万円    |
| 第60回  | 1969年11月30日 | 東京   | 芝3200m | メジロタイヨウ     | 牡5  | 3:33.0   | 横山富雄     | 八木沢勝美 | 北野豊吉                       | 17.4       | 5         | 1700万円    |
| 第62回  | 1970年11月29日 | 東京   | 芝3200m | メジロアサマ       | 牡4  | 3:24.8   | 池上昌弘     | 保田隆芳   | 北野豊吉                       | 14.3       | 5         | 2000万円    |
| 第64回  | 1971年11月28日 | 東京   | 芝3200m | トウメイ           | 牝5  | 3:23.7   | 清水英次     | 坂田正行   | 近藤克夫                       | 6.8        | 3         | 2400万円    |
| 第66回  | 1972年11月26日 | 東京   | 芝3200m | ヤマニンウエーブ   | 牡5  | 3:23.7   | 福永洋一     | 中村覚之助 | 土井宏二                       | 15.5       | 7         | 3000万円    |
| 第68回  | 1973年11月25日 | 東京   | 芝3200m | タニノチカラ       | 牡4  | 3:22.7   | 田島日出雄   | 島崎宏     | 谷水雄三                       | 4.9        | 2         | 3400万円    |
| 第70回  | 1974年11月24日 | 東京   | 芝3200m | カミノテシオ       | 牡4  | 3:22.4   | 加賀武見     | 高橋英夫   | 保手浜正康                     | 15.1       | 5         | 4000万円    |
| 第72回  | 1975年11月23日 | 東京   | 芝3200m | フジノパーシア     | 牡4  | 3:28.8   | 大崎昭一     | 柴田寛     | 真田繁次 高橋金次              | 4.4        | 2         | 4600万円    |
| 第74回  | 1976年11月28日 | 東京   | 芝3200m | アイフル           | 牡5  | 3:20.6   | 嶋田功       | 仲住芳雄   | 藤本義昭                       | 11.0       | 4         | 5000万円    |
| 第76回  | 1977年11月27日 | 東京   | 芝3200m | ホクトボーイ       | 牡4  | 3:22.5   | 久保敏文     | 久保道雄   | 森滋                           | 17.0       | 5         | 5200万円    |
| 第78回  | 1978年11月26日 | 東京   | 芝3200m | テンメイ           | 牡4  | 3:21.4   | 清水英次     | 坂田正行   | 近藤克夫                       | 9.7        | 5         | 5500万円    |
| 第80回  | 1979年11月25日 | 東京   | 芝3200m | スリージャイアンツ | 牡4  | 3:33.5   | 郷原洋行     | 境勝太郎   | 松岡正雄 芦部照仁 西川幸男     | 13.8       | 5         | 5500万円    |
| 第82回  | 1980年11月23日 | 東京   | 芝3200m | プリテイキャスト   | 牝5  | 3:28.1   | 柴田政人     | 石栗龍雄   | 高田久成                       | 24.2       | 8         | 6000万円    |
| 第84回  | 1981年10月25日 | 東京   | 芝3200m | ホウヨウボーイ     | 牡6  | 3:18.9   | 加藤和宏     | 二本柳俊夫 | 古川嘉治                       | 10.3       | 2         | 6500万円    |
| 第86回  | 1982年10月31日 | 東京   | 芝3200m | メジロティターン   | 牡4  | 3:17.9   | 伊藤正徳     | 尾形盛次   | メジロ商事（株）               | 10.9       | 4         | 7000万円    |
| 第88回  | 1983年10月30日 | 東京   | 芝3200m | キョウエイプロミス | 牡6  | 3:22.7   | 柴田政人     | 高松邦男   | 松岡正雄                       | 6.2        | 2         | 7200万円    |
| 第90回  | 1984年10月28日 | 東京   | 芝2000m | ミスターシービー   | 牡4  | 1:59.3   | 吉永正人     | 松山康久   | （株）丸沼温泉ホテル           | 2.3        | 1         | 7500万円    |
| 第92回  | 1985年10月27日 | 東京   | 芝2000m | ギャロップダイナ   | 牡5  | 1:58.7   | 根本康広     | 矢野進     | （有）社台レースホース         | 119.5      | 13        | 7800万円    |
| 第94回  | 1986年10月26日 | 東京   | 芝2000m | サクラユタカオー   | 牡4  | 1:58.3   | 小島太       | 境勝太郎   | （株）さくらコマース           | 4.3        | 2         | 8000万円    |
| 第96回  | 1987年11月1日  | 東京   | 芝2000m | ニッポーテイオー   | 牡4  | 1:59.7   | 郷原洋行     | 久保田金造 | 山石祐一                       | 2.8        | 1         | 8500万円    |
| 第98回  | 1988年10月30日 | 東京   | 芝2000m | タマモクロス       | 牡4  | 1:58.8   | 南井克巳     | 小原伊佐美 | タマモ（株）                   | 2.6        | 2         | 9500万円    |
| 第100回 | 1989年10月29日 | 東京   | 芝2000m | スーパークリーク   | 牡4  | 1:59.1   | 武豊         | 伊藤修司   | 木倉誠                         | 4.5        | 2         | 1億300万円  |
| 第102回 | 1990年10月28日 | 東京   | 芝2000m | ヤエノムテキ       | 牡5  | 1:58.2   | 岡部幸雄     | 荻野光男   | （有）富士                     | 8.0        | 3         | 1億1000万円 |
| 第104回 | 1991年10月27日 | 東京   | 芝2000m | プレクラスニー     | 牡4  | 2:03.9   | 江田照男     | 矢野照正   | 田島榮二郎                     | 8.7        | 3         | 1億2000万円 |
| 第106回 | 1992年11月1日  | 東京   | 芝2000m | レッツゴーターキン | 牡5  | 1:58.6   | 大崎昭一     | 橋口弘次郎 | （株）日本ダイナースクラブ     | 34.2       | 11        | 1億3000万円 |
| 第108回 | 1993年10月31日 | 東京   | 芝2000m | ヤマニンゼファー   | 牡5  | 1:58.9   | 柴田善臣     | 栗田博憲   | 土井肇                         | 11.7       | 5         | 1億3000万円 |
| 第110回 | 1994年10月30日 | 東京   | 芝2000m | ネーハイシーザー   | 牡4  | 1:58.6   | 塩村克己     | 布施正     | （株）大丸企業                 | 8.6        | 3         | 1億3000万円 |
| 第112回 | 1995年10月29日 | 東京   | 芝2000m | サクラチトセオー   | 牡5  | 1:58.8   | 小島太       | 境勝太郎   | （株）さくらコマース           | 5.3        | 2         | 1億3200万円 |
| 第114回 | 1996年10月27日 | 東京   | 芝2000m | バブルガムフェロー | 牡3  | 1:58.7   | 蛯名正義     | 藤沢和雄   | （有）社台レースホース         | 7.4        | 3         | 1億3200万円 |
| 第116回 | 1997年10月26日 | 東京   | 芝2000m | エアグルーヴ       | 牝4  | 1:59.0   | 武豊         | 伊藤雄二   | （株）ラッキーフィールド       | 4.0        | 2         | 1億3200万円 |
| 第118回 | 1998年11月1日  | 東京   | 芝2000m | オフサイドトラップ | 牡7  | 1:59.3   | 柴田善臣     | 加藤修甫   | 渡邊隆                         | 42.4       | 6         | 1億3200万円 |
| 第120回 | 1999年10月31日 | 東京   | 芝2000m | スペシャルウィーク | 牡4  | 1:58.0   | 武豊         | 白井寿昭   | 臼田浩義                       | 6.8        | 4         | 1億3200万円 |
| 第122回 | 2000年10月29日 | 東京   | 芝2000m | テイエムオペラオー | 牡4  | 1:59.9   | 和田竜二     | 岩元市三   | 竹園正繼                       | 2.4        | 1         | 1億3200万円 |
| 第124回 | 2001年10月28日 | 東京   | 芝2000m | アグネスデジタル   | 牡4  | 2:02.0   | 四位洋文     | 白井寿昭   | 渡辺孝男                       | 20.0       | 4         | 1億3200万円 |
| 第126回 | 2002年10月27日 | 中山   | 芝2000m | シンボリクリスエス | 牡3  | 1:58.5   | 岡部幸雄     | 藤沢和雄   | シンボリ牧場                   | 6.5        | 3         | 1億3200万円 |
| 第128回 | 2003年11月2日  | 東京   | 芝2000m | シンボリクリスエス | 牡4  | 1:58.0   | O.ペリエ     | 藤沢和雄   | シンボリ牧場                   | 2.7        | 1         | 1億3200万円 |
| 第130回 | 2004年10月31日 | 東京   | 芝2000m | ゼンノロブロイ     | 牡4  | 1:58.9   | O.ペリエ     | 藤沢和雄   | 大迫忍                         | 3.4        | 1         | 1億3200万円 |
| 第132回 | 2005年10月30日 | 東京   | 芝2000m | ヘヴンリーロマンス | 牝5  | 2:00.1   | 松永幹夫     | 山本正司   | （有）ノースヒルズマネジメント | 75.8       | 14        | 1億3200万円 |
| 第134回 | 2006年10月29日 | 東京   | 芝2000m | ダイワメジャー     | 牡5  | 1:58.8   | 安藤勝己     | 上原博之   | 大城敬三                       | 7.0        | 4         | 1億3200万円 |
| 第136回 | 2007年10月28日 | 東京   | 芝2000m | メイショウサムソン | 牡4  | 1:58.4   | 武豊         | 高橋成忠   | 松本好雄                       | 2.9        | 1         | 1億3200万円 |
| 第138回 | 2008年11月2日  | 東京   | 芝2000m | ウオッカ           | 牝4  | 1:57.2   | 武豊         | 角居勝彦   | 谷水雄三                       | 2.7        | 1         | 1億3200万円 |
| 第140回 | 2009年11月1日  | 東京   | 芝2000m | カンパニー         | 牡8  | 1:57.2   | 横山典弘     | 音無秀孝   | 近藤英子                       | 11.5       | 5         | 1億3200万円 |
| 第142回 | 2010年10月31日 | 東京   | 芝2000m | ブエナビスタ       | 牝4  | 1:58.2   | C.スミヨン   | 松田博資   | （有）サンデーレーシング       | 2.2        | 1         | 1億3200万円 |
| 第144回 | 2011年10月30日 | 東京   | 芝2000m | トーセンジョーダン | 牡5  | 1:56.1   | N.ピンナ     | 池江泰寿   | 島川隆哉                       | 33.3       | 7         | 1億3200万円 |
| 第146回 | 2012年10月28日 | 東京   | 芝2000m | エイシンフラッシュ | 牡5  | 1:57.3   | M.デムーロ   | 藤原英昭   | 平井豊光                       | 16.6       | 5         | 1億3200万円 |
| 第148回 | 2013年10月27日 | 東京   | 芝2000m | ジャスタウェイ     | 牡4  | 1:57.5   | 福永祐一     | 須貝尚介   | 大和屋暁                       | 15.5       | 5         | 1億3200万円 |
| 第150回 | 2014年11月2日  | 東京   | 芝2000m | スピルバーグ       | 牡5  | 1:59.7   | 北村宏司     | 藤沢和雄   | 山本英俊                       | 11.0       | 5         | 1億3200万円 |
| 第152回 | 2015年11月1日  | 東京   | 芝2000m | ラブリーデイ       | 牡5  | 1:58.4   | 浜中俊       | 池江泰寿   | 金子真人ホールディングス（株） | 3.4        | 1         | 1億5000万円 |
| 第154回 | 2016年10月30日 | 東京   | 芝2000m | モーリス           | 牡5  | 1:59.3   | R.ムーア     | 堀宣行     | 吉田和美                       | 3.6        | 1         | 1億5000万円 |
| 第156回 | 2017年10月29日 | 東京   | 芝2000m | キタサンブラック   | 牡5  | 2:08.3   | 武豊         | 清水久詞   | （有）大野商事                 | 3.1        | 1         | 1億5000万円 |
| 第158回 | 2018年10月28日 | 東京   | 芝2000m | レイデオロ         | 牡4  | 1:56.8   | C.ルメール   | 藤沢和雄   | （有）キャロットファーム       | 3.1        | 2         | 1億5000万円 |
| 第160回 | 2019年10月27日 | 東京   | 芝2000m | アーモンドアイ     | 牝4  | 1:56.2   | C.ルメール   | 国枝栄     | （有）シルクレーシング         | 1.6        | 1         | 1億5000万円 |
| 第162回 | 2020年11月1日  | 東京   | 芝2000m | アーモンドアイ     | 牝5  | 1:57.8   | C.ルメール   | 国枝栄     | （有）シルクレーシング         | 1.4        | 1         | 1億5000万円 |
| 第164回 | 2021年10月31日 | 東京   | 芝2000m | エフフォーリア     | 牡3  | 1:57.9   | 横山武史     | 鹿戸雄一   | （有）キャロットファーム       | 3.4        | 3         | 1億5000万円 |
| 第166回 | 2022年10月30日 | 東京   | 芝2000m | イクイノックス     | 牡3  | 1:57.5   | C.ルメール   | 木村哲也   | （有）シルクレーシング         | 2.6        | 1         | 2億円       |
| 第168回 | 2023年10月29日 | 東京   | 芝2000m | イクイノックス     | 牡4  | 1:55.2   | C.ルメール   | 木村哲也   | （有）シルクレーシング         | 1.3        | 1         | 2億2000万円 |
| 第170回 | 2024年10月27日 | 東京   | 芝2000m | ドウデュース       | 牡5  | 1:57.3   | 武豊         | 友道康夫   | （株）キーファーズ             | 3.8        | 2         | 2億2000万円 |

## 天皇賞（秋）の記録
- レースレコード - 1:55.2（第168回優勝馬イクイノックス）なお、このタイムは芝2,000メートルのJRAレコードである。
  - 優勝タイム最遅記録 - 2:08.3（第156回優勝馬キタサンブラック）
- 最年長優勝馬 - 8歳
  - カンパニー（第140回）
- 最多優勝馬 - 2勝 
  - シンボリクリスエス（第126回・第128回）、アーモンドアイ（第160回・第162回）、イクイノックス（第166回・第168回）
- 最多優勝騎手 - 7勝
  - 保田隆芳（第5回・第20回・第22回・第24回・第34回・第36回・第54回）、武豊（第100回・第116回・第120回・第136回・第138回・第156回・第170回）[23]
- 最多優勝調教師 - 7勝
  - 尾形藤吉（第5回・第9回・第22回・第24回・第34回・第36回・第54回）[24][25]
- 最多優勝馬主 - 4勝
  - （有）シルクレーシング（第160回・第162回・第166回・第168回）
- 最多勝利種牡馬 - 5勝
  - クモハタ（第18回・第20回・第22回・第24回・第28回）、サンデーサイレンス（第114回・第120回・第130回・第132回・第134回）
- 最年少勝利騎手 - 江田照男（第104回・19歳8ヶ月19日）[26]
- 最年長勝利騎手 - 武豊（第170回・55歳7ヶ月12日）
- 親子制覇
  - トウメイ - テンメイ
  - メジロアサマ - メジロティターン
  - スペシャルウィーク - ブエナビスタ
  - キタサンブラック - イクイノックス

- 兄弟制覇
  - フジノパーシア・スリージャイアンツ（チエクイン産駒）

- 騎手・調教師の両方で優勝
  - 中島時一（第3回(調騎兼業)）、小西喜蔵（第7回・第13回、第44回）、保田隆芳（第5回・第20回・第22回・第24回・第34回・第36回・第54回、第62回）、境勝太郎（第28回、第80回・第94回・第112回）

## 世界のなかの天皇賞（秋）
ワールド・ベスト・レースホース・ランキング委員会（WBRRC）による評価
世界の競走や競走馬の順位付けを行う国際機関国際競馬統括機関連盟（IFHA）では、毎年、世界の主要競走の結果に基づいて競走の得点（レースレート、RR）を算出し、上位100競走を発表している。
これにより、2021年の天皇賞（秋）は、世界総合順位で4位、芝の中距離部門では世界1位となった。
| 年   | RR     | 総合順位 | 芝部門 | 中距離部門 | 芝中距離部門 | 出典   |
| 2017 | 120.25 | 22位     | 19位   | 08位       | 06位         | [ 31 ] |
| 2018 | 120.75 | 17位     | 16位   | 09位       | 08位         | [ 32 ] |
| 2019 | 120.75 | 13位     | 12位   | 07位       | 07位         | [ 33 ] |
| 2020 | 123.75 | 04位     | 04位   | 03位       | 03位         | [ 34 ] |
| 2021 | 123.00 | 04位     | 03位   | 02位       | 01位         | [ 35 ] |
| 2022 | 120.75 | 17位     | 12位   | 10位       | 07位         | [ 36 ] |
| 2023 | 123.50 | 06位     | 06位   | 01位       | 01位         | [ 37 ] |